# Narym
Narym (ryska Нарым) är en ort i Tomsk oblast i Ryssland, vid floden Obs strand. Folkmängden uppgår till cirka 850 invånare.

## Historia
Narym grundades 1596 (eller möjligen 1598). 1601 fick Narym status som stad, fastän den alltjämt var liten till invånarantal. Staden tjänade som marknad för områdets ursprungsbefolkning, selkuperna. Staden fick flyttas under 1600-talet, på grund av översvämning och bränder, 1619, 1632 och 1638. Narym förlorade sin status som stad 1925.

### Ryska exilfångar
Från 1638 blev Narym en förvaringsplats för ryska exilfångar. Orten ligger i ett stort myrområde som svärmade av myggor och eftersom temperaturen på vintern kunde bli så låg som -65°C. Det gjorde att det blev populärt att säga ”Gud skapade Krim och djävulen Narym”. 
Några av Naryms berömda exilfångar:
- Valerian Kujbysjev
- Aleksej Rykov
- Josef Stalin
- Jakov Sverdlov
- Michail Tomskij